# Frank Dancewicz
(en) Statistiques sur pro-football-reference
Francis Joseph "Boley" Dancewicz, né le 3 octobre 1924 à Lynn, dans le Massachusetts et mort le 26 juin 1985 à Boston, également dans le Massachusetts, est un Américain, joueur professionnel de football américain, évoluant au poste de quarterback durant trois ans pour les Yanks de Boston de la National Football League. Il est le premier choix général de la draft 1946 de la NFL (en) par les Yanks.

## Carrière universitaire
Dancewicz entre à l'université Notre-Dame-du-Lac en 1943 et y joue comme quarterback pour les Fighting Irish de Notre-Dame. D'abord remplaçant derrière Angelo Bertelli et Johnny Lujack (en) durant sa saison freshman,, il gagne le poste de titulaire en 1944 et 1945 lorsque les deux vedettes de l'équipe doivent remplir leur obligations militaires,.
Bien qu'il n'ait pas le niveau des deux absents, son bilan comme titulaire d'une équipe très appauvrie par la guerre, est de quinze victoires, quatre défaites et un nul, permettant aux Fighting Irish de terminer dans les top 10 deux années de suite,.
Dancewicz est sélectionné dans la deuxième équipe All-America en 1945 et termine sixième du trophée Heisman la même année.
Il termine sa carrière universitaire avec 104 passes réussies pour 1 538 yards et 248 yards supplémentaires à la course.

## Carrière professionnelle
Dancewicz est le premier choix général de la draft 1946 de la NFL (en) par les Yanks de Boston. Il est titulaire d'un seul match lors de chacune de ses deux premières saison, et arrête sa carrière professionnelle à la fin de la saison 1948 quand les Yanks déménagent à New York pour devenir les Bulldogs de New York.

## Statistiques

### NCAA
| Année  | Équipe                       | Statut | MJ |         | Passes   | Passes | Passes | Passes | Passes | Passes | Passes  |       | Courses | Courses | Courses | Courses |
| Année  | Équipe                       | Statut | MJ | Tentées | Réussies | Pct.   | Yards  | TD     | Int.   | Éval.  | Tentées | Yards | Moy.    | TD      |         |         |
| 1943   | Fighting Irish de Notre-Dame | FR     | 10 | -       | -        | -      | -      | -      | -      | -      | 1       | 6     | 6,0     | -       |         |         |
| 1944   | Fighting Irish de Notre-Dame | SO     | 10 | 153     | 72       | 47,1   | 999    | -      | 10     | -      | 69      | 230   | 3,3     | -       |         |         |
| 1945   | Fighting Irish de Notre-Dame | JR     | 10 | 88      | 32       | 36,4   | 539    | -      | 5      | -      | 12      | 12    | 1,0     | -       |         |         |
| Totaux | Totaux                       | Totaux | 30 | 241     | 104      | 43,2   | 1 538  | -      | 15     | 15     | 82      | 248   | 3,0     | -       |         |         |

### NFL
| Année  | Équipe          | MJ     |         | Passes   | Passes | Passes | Passes | Passes | Passes | Passes  |       | Courses | Courses | Courses | Courses |
| Année  | Équipe          | MJ     | Tentées | Réussies | Pct.   | Yards  | TD     | Int.   | Éval.  | Tentées | Yards | Moy.    | TD      |         |         |
| 1946   | Yanks de Boston | 8      | 34      | 13       | 38,2   | 162    | 1      | 6      | 24,0   | 14      | 81    | 5,8     | 0       |         |         |
| 1947   | Yanks de Boston | 12     | 169     | 66       | 39,1   | 1 203  | 11     | 18     | 46,4   | 47      | 145   | 3,1     | 1       |         |         |
| 1948   | Yanks de Boston | 3      | 35      | 17       | 48,6   | 186    | 0      | 5      | 25,1   | 4       | 3     | 0,8     | 1       |         |         |
| Totaux | Totaux          | Totaux | 238     | 96       | 40,3   | 1 551  | 12     | 29     | 40,1   | 65      | 229   | 3,5     | 2       |         |         |

## Vie privée
Son fils, Gary Dancewicz, a joué pour les Eagles de Boston College. Son petit-fils, Chris Pizzotti, était quarterback pour le Crimson d'Harvard.